# Toni Koivisto
Toni Petteri Koivisto (* 5. November 1982 in Ylitornio) ist ein finnischer Eishockeyspieler, der seit Mai 2013 bei Lukko Rauma aus der SM-liiga unter Vertrag steht.

## Karriere
Toni Koivisto begann seine Karriere als Eishockeyspieler bei Lukko Rauma, für die er von 1999 bis 2005 in der SM-liiga aktiv war. In dieser Zeit wurde er im NHL Entry Draft 2001 in der siebten Runde als insgesamt 200. Spieler von den Florida Panthers ausgewählt, für die er allerdings nie spielte. Nach den sechs Jahren bei Lukko Rauma wechselte Koivisto innerhalb der höchsten finnischen Eishockeyliga zu Ilves Tampere, für das er drei Jahre lang auf dem Eis stand, ehe er vor der Saison 2008/09 einen Vertrag beim amtierenden finnischen Meister Kärpät Oulu erhielt, für den er anschließend in der Champions Hockey League in allen vier Gruppenspielen auflief. In diesen Spielen verbuchte er zwei Scorerpunkte, darunter ein Tor. Zudem wurde er in dieser Spielzeit Vize-Meister mit Kärpät.
Nach diesem Erfolg wurde Koivisto vom HK Metallurg Magnitogorsk aus der Kontinentalen Hockey-Liga verpflichtet, für den er in 59 Partien 21 Scorerpunkte erzielte. 2010 verließ er das russische Team wieder und wurde vom Frölunda HC aus der Elitserien unter Vertrag genommen. Für Frölunda spielte Koivisto bis Ende Oktober 2011, ehe sein Vertrag aufgelöst wurde und er im Luleå HF einen neuen Verein fand. Im Februar 2012 unterzeichnete er eine Vertragsverlängerung bis 2014, die aber nicht wirksam wurde, da Koivisto im Mai 2013 zu seinem Heimatverein nach Rauma zurückkehrte.

### International
Für Finnland nahm Koivisto an der U18-Junioren-Weltmeisterschaft 2000 sowie den U20-Junioren-Weltmeisterschaften 2001 und 2002 teil. Mit der U18 wurde Koivisto Weltmeister, während er mit der U20-Nationalmannschaft je eine Silber- und eine Bronzemedaille gewann.

## Erfolge und Auszeichnungen
- 2009 Finnischer Vizemeister mit Kärpät Oulu

### International
- 2000 Goldmedaille bei der U18-Junioren-Weltmeisterschaft
- 2001 Silbermedaille bei der U20-Junioren-Weltmeisterschaft
- 2002 Bronzemedaille bei der U20-Junioren-Weltmeisterschaft

## Statistik
(Stand: Ende der Saison 2010/11)